# トリルダン
トリルダン（TRILL-DAN・Tr.弾）は2000年に神戸で結成された日本のロックバンド

## メンバー
- JUAN (じゅあん)：ギターボーカル 5月13日生まれ
- MARU (まる)：ベースボーカル　8月16日生まれ
- GIVA (ぎば)：ドラム　2月9日生まれ

## 来歴
- 2000年

Tr.弾 結成
- 2001年

島村楽器主催「HOT LINE2001」JAPANFINALにて準グランプリ受賞
- 2005年

5月13日 1stミニアルバム『極楽桃源郷』リリース
- 2006年

3月3日 2ndミニアルバム『脳内TRIP』リリース
- 2007年

5月28日shibuya O-EAST・5月30日Osaka BIG CATにて、清春「MONTHLY ACT.Mood of melanchory」の前座を務める
7月25日 清春プロデュースによりアルバム『メガバスタリズム』リリース
7月～9月 メガバスタリズム収録曲『眠眠打破！』が、テレビ東京「ゴッドタン」、千葉テレビ「BIG TIME TELEVISION」エンディングテーマとなる
また、常磐薬品工業「眠眠打破」タイアップソングに決定
10月28日 MINAMI WHEEL2007出演
- 2008年

7月23日 清春プロデュースにより1stシングル『LAST ONE』リリース
12月 viBirth主催「LIVE GB」でベストライブパフォーマンス賞を受賞
12月30日 なんばHatchにて清春「'08 FINAL」の前座を務める
- 2009年

7月 フランスパリで開催された「JAPAN EXPO」に出演。初のヨーロッパ5か国11公演を決行
10月2日 川崎クラブチッタにてB-DASH「Scott Murphy meets B-DASH JAPAN TOUR」の前座を務める
- 2010年

10月8日 3rdミニアルバム『曲躍り喰い』リリース
- 2011年

フランスのレーベル「Ankama/Bishi Bishi」と契約
バンド表記を『Tr.弾』から、日本表記『トリルダン』・海外表記『TRILL-DAN』へ変更
2月28日 ミニアルバム＋DVD『Revived』をヨーロッパ限定発売
3月 フランスにて「HANGYAKUSEIMEI/反逆声明」レコーディング
- 2012年

3月〜4月 約１ヶ月に渡る「HANGYAKUSEIMEIヨーロッパリリースツアー」5カ国13公演を決行
4月16日 ヨーロッパで『HANGYAKUSEIMEI』リリース
10月3日 日本で『反逆声明』リリース。全国ツアー決行
- 2013年

3月『反逆声明』完売。ヨーロッパver.『HANGYAKUSEIMEI』を逆輸入
3月22日 渋谷WWWにてツアーファイナル公演を行う
- 2014年

7月2日『AROUSAL』発売。
8月 川崎クラブチッタにてCHAIN the ROCK Festival 2014に参加
11月12日 TACOS NAOMI 1st ALBUM『WORKS』UCHUSENTAI:NOIZ、THE ポッシボー、ex. FIELD OF VIEW　等とともに歌詞、ボーカル参加　(JUAN、MARU)
11月16日高田馬場CLUBPHASEにてツアーファイナルワンマン公演行う
- 2015年

3月25日 黒夢リスペクトアルバム『Revision Underwear』[HER NAME IN BLOOD]、LOKA等とともに参加
4月23日 シングル『SUPER HERO/FRIDAY NIGHT 』発売予定

## 作品

### シングル
- LAST ONE (2008年7月23日)

### ミニアルバム
- 極楽桃源郷 (2005年5月13日)
- 脳内TRIP (2006年3月3日)
- 曲踊り喰い (2010年10月8日)

### ミニアルバム＋DVD
- Revived ヨーロッパ限定 (2011年2月28日)

### アルバム
- メガバスタリズム (2007年7月25日)
- HANGYAKUSEIMEI /ヨーロッパver (2012年4月16日)
- 反逆声明 (2012年10月3日)
- AROUSAL（2014年7月2日）

### 参加アルバム
- WORKS /TACOS NAOMI 1st ALBUM (2014年11月12日)
- Revision Underwear /黒夢リスペクトアルバム (2015年3月25日)